# Багой
Вижте пояснителната страница за други личности с името Багой.
Багой (на староперсийски: Bagoi; на латински: Bagoas, † 336 г. пр. Хр.) е през IV век пр. Хр. дворцов министър в Персийската империя. Той не трябва да се бърка с любимеца със същото име на Александър Велики.
Багой е евнух и вероятно египтянин. Той служи първо като военачалник на великия цар Артаксеркс III. Става главнокомандващ в „горните сатрапии“ (провинции източно от Ефрат), а след това е първият дворцов министър на царя (Chiliarch).
През 338 г. пр. Хр. Багой отравя великия цар, насича го на малки парчета и го дава на котките. При атентата са убити и синовете на Артаксеркс III. Багой оставя жив само най-малкия, Арсес, за да го направи своя марионетка цар (Артаксеркс IV), но след две години също го отравя. Багой иска да отрови и Дарий III, но той му дава да изпие сам чашата.
Палатът на Багой в Суза и градините му в Екбатана Александър Велики подарява на стратега Парменион.